# Toinho Andrade
Antônio Poincaré Andrade Filho, mais conhecido como Toinho Andrade (Porto Nacional, 22 de outubro de 1958) é um político brasileiro filiado ao Republicanos.

## Biografia
Nascido em Porto Nacional, é filho de políticos tradicionais da região, Antônio Poincaré Andrade (prefeito da cidade entre 1973 e 1977) e Dinorah José Costa. Político de carreira, começou como vereador, posição que ocupou por três mandatos. Em 2002 se candidatou a deputado estadual, sendo eleito como primeiro suplente. Em novembro de 2004 assumiu o cargo, ficando nele até novembro de 2005. Nas eleições de 2006 se elegeu novamente como primeiro suplente. No ano seguinte assumiu a Secretaria Extraordinária de Coordenação Institucional do Estado. Em 2009 assumiu o mandato como deputado na Assembleia Legislativa do Tocantins (Aleto), se elegendo como titular nas eleições de 2010. Foi reeleito em 2014 e 2018, sendo que nesse último mandato chegou a ser eleito para a presidência da assembleia. Nas eleições de outubro de 2022 se elegeu pela primeira vez como deputado federal pelo Tocantins, com 63.813 votos, a maior votação do estado.
É casado e pai de quatro filhos.